# Dicasterio para el Diálogo Interreligioso
El Dicasterio para el Diálogo Interreligioso es un dicasterio de la curia romana, encargado de fomentar y regular las relaciones de la Iglesia católica con los miembros y grupos de las religiones que no sean consideradas cristianas (a excepción del judaísmo, cuya competencia pertenece al Dicasterio para la Promoción de la Unidad de los Cristianos).
Fue instituido por el papa Francisco mediante la constitución apostólica Praedicate evangelium (2022), que daba continuidad al Pontificio Consejo para el Diálogo Interreligioso, instituido por Juan Pablo II con la Pastor Bonus (1988), que a su vez sucedió al "Secretariado de los no Cristianos", creado por Pablo VI en 1964.

## Historia
El domingo de Pentecostés de 1964, con la carta apostólica Progrediente Concilio, Pablo VI instituyó el "Secretariado para los no Cristianos" para promover estudios y favorecer las relaciones amistosas con los seguidores de otras religiones. Ese mismo día el papa pronunció una homilía en la que explicó la finalidad de ese Secretariado. Por los demás, con sus tareas dio respuesta a las orientaciones de la Declaración conciliar Nostra aetate, aprobada por el Vaticano II en 1965, por tanto un año después.
Tras la reforma de la Curia romana llevada a cabo por el Juan Pablo II con la constitución apostólica Pastor Bonus (1988), la anterior secretaría quedó convertida en el Pontificio Consejo para el Diálogo Interreligioso (en latín, Pontificium Consilium pro Dialogo inter Religiones). 
La constitución apostólica Pastor Bonus, presentaba el Consejo Pontificio como manifestación de la preocupación pastoral de la Iglesia para los que no creen en Dios o no profesan ninguna religión. En consecuencia promovió el estudio del ateísmo, investigando sus causas y consecuencia respecto a la fe cristiana, con el fin de proporcionar ayudas a la acción pastoral en este campo. Además, establece el diálogo con los no creyentes, siempre que acepten esta colaboración, y participa en asambleas de estudio por medio de peritos.
En el ámbito del Consejo existía la Comisión para las Relaciones Religiosas con los Musulmanes, instituida ya en 1974 por Pablo VI, como una oficina diferente del antiguo Secretariado para los No Cristianos. Además, presta atención al estudio de las sectas y los nuevos movimientos religiosos, y ha venido participando en reuniones con otras denominaciones cristianas. Otro campo de interés del Consejo han sido las religiones tradicionales, y sobre esa materia, tras la asamblea plenaria del Consejo en 1992, publicó una carta sobre la pastoral con estas religiones. El Consejo ha establecido la fundación, Nostra aetate, cuyo objetivo es promover el diálogo, especialmente otorgando becas a estudiosos de otras religiones que deseen estudiar la religión cristiana; esa misma fundación publica Bulletin, una revista trimestral sobre esta materia. 
La reforma de la curia romana del papa Francisco, con la Praedicate evangelium (2022), instituye el Dicasterio para el Diálogo Interreligioso, con cometidos similares a los del anterior Consejo.

## Cometidos del dicasterio
Con la constitución apostólica Praedicate evangelium, promulgada el 19 de marzo de 2022 por el Papa Francisco, el consejo pontificio cambió su nombre por el de “Dicasterio para el diálogo interreligioso”, desarrollando sus cometidos, que en su art. 147 queda enunciado así.

El Dicasterio para el Diálogo Interreligioso fomenta y regula las relaciones con los miembros y grupos de las religiones que no estén consideradas bajo el nombre de cristianas, a excepción del judaísmo, cuya competencia pertenece al Dicasterio para la Promoción de la Unidad de los Cristianos.
Art. 147 de Praedicate evangelium

En los siguientes artículos concreta este cometido de dicasterio:
- Trabajar para que el diálogo con los seguidores de otras religiones se desarrolle de modo adecuado, con actitud de escucha, estima y respeto, de modo que se  promuevan la paz, la libertad, la justicia social, la protección y salvaguardia de la creación, los valores espirituales y morales (art. 148).
- Fomenta estudios y conferencias apropiados para compartir la información y la estima recíprocas, ayudando en ese sentido a los ordinarios locales (art. 149)
- Promueve especialmente la relación con las religiones tradicionales, para ello se instituyen en el dicasterio comisiones específicas, bajo la dirección del prefecto y en colaboración con las iglesia locales. Entre ellas se cuenta la que promueve las relaciones con los musulmanes (arts. 150 y 152)
- Cando la materia en cuestión lo requiere, procede de común acuerdo con el Dicasterio para la Doctrina de la Fe y, si es necesario, con los Dicasterios para las Iglesias Orientales y para la Evangelización (art. 151).>

## Estructura del dicasterio
- Órgano de gobierno: está integrado por los miembros del consejo, unos 30 cardenales y obispos, de diferentes partes del mundo. Cada dos o tres años, la asamblea plenaria se convoca para discutir asuntos importantes y establecer pautas para el trabajo del consejo.
- Cuerpo consultivo: el consejo cuenta con unos 50 asesores, llamados consultores, especialistas en estudios religiosos o en la práctica del diálogo religioso, residentes en todos los continentes. Ayudan al dicasterio a través de su investigación, información y opiniones. Periódicamente se convoca la reunión de los consultores, generalmente a nivel continental.
- Órgano ejecutivo: está formado por el personal permanente en Roma, a saber: el presidente, el secretario, el subsecretario, el oficial para el Islam, África, Asia, el oficial para los nuevos movimientos religiosos y otros asistentes administrativos y técnicos.>

## Dirección
Presidentes
- Secretariado de los no Cristianos
  - Paolo Marella (19 de mayo de 1964-26 de febrero de 1973)
  - Sergio Pignedoli (6 de marzo de 1973-15 de junio de 1980)
  - Propresidentes: 
    - Arzobispo Jean Jadot ( 27 de junio de 1980-8 de abril de 1984)
    - Francis Arinze (8 de abril de 1984-27 de mayo de 1985)
- Pontificio Consejo para el Diálogo Interreligioso
  - Francis Arinze (27 de mayo de 1985-1 de octubre de 2002)
  - Michael Louis Fitzgerald, M.Afr. (1 de octubre de 2002-15 de febrero de 2006)
  - Paul Poupard (11 de marzo de 2006-25 de junio de 2007)
  - Jean-Louis Tauran (25 de junio de 2007-5 de julio de 2018)[8]
  - Miguel Ángel Ayuso Guixot, MCCI (25 de mayo de 2019[9] - 5 de junio de 2022)
- Dicasterio para el Diálogo Interreligioso
  - Miguel Ángel Ayuso Guixot, MCCI (5 de junio de 2022-25 de noviembre de 2024)
  - George Jacob Koovakad (24 de enero de 2025 - actualidad)

Secretarios:
- Pierre Humbertclaude, SM (1964-1973)
- Pietro Rossano (1973-7 de diciembre de 1982)
- Marcello Zago, OMI (1983-1986)
- Arzobispo Michael Louis Fitzgerald, M.Afr. (22 de enero de 1987-1 de octubre de 2002)
- Pier Luigi Celata (14 de noviembre de 2002-30 de junio de 2012)
- Miguel Ángel Ayuso Guixot, MCCI (30 de junio de 2012-25 de mayo de 2019)
- Indunil Janakaratne Kodithuwakku Kankanamalage (3 de julio de 2019 - actualidad)

Subsecretarios
- Joseph Cuoq, M.Afr. (1965-1969)
- Pietro Rossano (1966-1973)
- John Bosco Masayuki Shirieda, SDB ( 1974-1999)
- Felix Anthony Machado (1999-16 de enero de 2008)
- Andrew Thanya-anan Vissanu (21 de junio de 2008-2012)
- Indunil Janakaratne Kodithuwakku Kankanamalage (12 de junio de 2012-3 de julio de 2019)
- Paulin Batairwa Kubuya, SX (11 de noviembre de 2019 - actualidad)

### Otros Miembros actuales[10]
- Cardenal Pierbattista Pizzaballa, O.F.M., patriarca de Jerusalén de los Latinos (Israel)
- Cardenal Tarcisio Isao Kikuchi, S.V.D., arzobispo de Tokio (Japón)
- Cardenal Dominique Joseph Mathieu, O.F.M. Conv., arzobispo de Teherán-Isfahán de los Latinos (Irán)
- Cardenal Frank Leo, arzobispo de Toronto (Canadá)
- Mons. Bernard Longley, arzobispo de Birmingham (Reino Unido)
- Mons. Charles Jason Gordon, arzobispo de Puerto España (Trinidad y Tobago)
- Mons. Mitchell Thomas Rozanski, arzobispo de Saint Louis (Estados Unidos)
- Mons. Yagop Mourad, arzobispo de Homs de los Sirios (Siria)
- Mons. Vira Arpondratana, arzobispo de Bangkok (Tailandia)
- Mons. Joseph Chau Ngoc Tri, obispo de Lang Són et Cao Bang (Vietnam)
- Mons. Sithembele Sipuka, obispo de Umtata (Sudáfrica)
- Mons. Teodoro Mendes Tavares, C.S.Sp., obispo de Ponta de Pedras (Brasil)
- Mons. José Luis Mumbiela Sierra, obispo de la Santísima Trinidad en Almaty (Kazajistán)
- Mons. Ollo Modeste Kambou, obispo de Gaoua (Burkina Faso)
- Mons. Brendan Leahy, obispo de Limerick (Irlanda)
- Mons. Paolo Martinelli, O.F.M. Cap., vicario apostólico de Arabia Meridional (Emiratos Árabes Unidos)
- Mons. Derio Olivero, obispo de Pinerolo (Italia)
- Mons. Christophorus Tri Harsono, obispo de Purwokerto (Indonesia)
- Mons. Bertram Johannes Meier, obispo de Augsburgo (Alemania)
- Mons. Wilybard Lagho, obispo de Malindi (Kenia)
- Mons. Yousaf Sohan, obispo de Multan (Pakistán)
- Mons. Echchampulle Arachchige Jude Nishantha Silva, obispo de Badulla (Sri Lanka)